# تشدید پلاسمون سطحی

## پلاسمون سطحی
پلاسمون، نوسانات جمعی الکترونهای رسانش فلز در هنگام عبور الکترون پر انرژی است، اگر این الکترون‌ها درون حجم یک فلز قرار داشته باشد به آنها پلاسمون‌های حجمی گفته می‌شود. در سال ۱۹۵۶، گروهی از پژوهشگران به صورت تحلیلی دلیل افت سریع انرژی الکترون‌ها در عبور از فلزات را بیان نمودند و نتیجه گرفتند که این انرژی صرف حرکت تجمعی و نوسان گونه الکترون‌های آزاد فلز می‌شود و آن را پلاسمون نامید. دلیل این نام گذاری شباهت این نوسانات الکترون‌ها با نوسان‌های ذرات محیط پلاسما بود.
محلول کلوئیدی از نانوذرات طلا به دلیل جذب پلاسمون سطحی، رنگ قرمز شدیدی را از خود نشان می‌دهد. وجود یک فصل مشترک بین مواد با ثابت دی‌الکتریک مختلف، ممکن است به فرایندهای تحریک ویژه سطحی منجر شود. فصل مشترک میان ماده‌ای با ثابت دی الکتریک مثبت و ماده‌ای با ثابت دی‌الکتریک منفی مثل فلزات، می‌تواند باعث انتشار امواج الکترومغناطیسی ویژه ای شود که امواج پلاسمون سطحی خوانده می‌شوند و در محدوده نزدیک سطح باقی می‌ماند. این تشدید پلاسمون سطحی، توسط حرکت همدوس الکترون‌های باند هدایت، که با میدان الکترومغناطیس برهم کنش می‌کند، بوجود می‌آید. فرکانس و عرض جذب پلاسمون وابسته به شکل و اندازه نانوذرات فلزی است، همچنین به ثابت دی الکتریک محیط و فلز هم وابسته است. فلزات نجیب مثل نقره و طلا دارای یک تشدید پلاسمون مرئی بسیار قوی هستند، این در حالی است که بسیاری از دیگر فلزات واسطه، فقط یک باند جذبی ضعیف و پهن در ناحیه فرابنفش دارند. این تفاوت مربوط به کوپلای قوی موجود میان انتقال پلاسمون و تحریک بین باندی است، همچنین الکترون‌های باند هدایت فلزات نجیب می‌توانند آزادانه و مستقل از پس زمینه یونی حرکت کنند. یون‌ها فقط به عنوان مراکز پراکنده کننده عمل می‌کنند. این مسئله در فلزات نجیب قابلیت پلاریزاسیون زیادی را به الکترون‌ها می‌دهد که تشدید پلاسمون را به سمت فرکانس‌های پایین جابه‌جا می‌کند.
پلاسمون را می‌توان در تصویرکلاسیکی به عنوان نوسان جمعی الکترون‌های آزاد دانست و با توجه به یون‌های مثبت ثابت در یک فلز شرح داد. برای تجسم نوسان پلاسما، تصور کنید یک مکعب فلزی در یک میدان الکتریکی خارجی که جهت آن به سمت راست است، قرار می‌گیرد. پس الکترون‌های فلز به طرف چپ کشیده می‌شوند و یون‌های مثبت در طرف راست باقی می‌مانند، اکنون اگر میدان الکتریکی خارجی از بین برود الکترون‌ها به طرف راست حرکت می‌کنند و همدیگر را دفع کرده و توسط یونهای مثبت جذب می‌شوند در واقع الکترون‌ها شروع به نوسان در یک فرکانس خاص می‌کنند. که به این نوسانات طولی الکترون‌های رسانش در فلز نوسان پلاسما گفته می‌شود، که پلاسمون یک کوانتوم از این نوسانات پلاسماست. شرط نوسان به این صورت است که فرکانس فوتون‌های پرتو تابش شده با فرکانس طبیعی الکترون‌های سطحی یکسان باشد.
به پلاسمون‌های تشکیل شده در سطح مشترک یک فلز و دی الکتریک پلاسمون‌های سطحی می‌گویند. پلاسمون‌های سطح توسط فوتون‌های نورمرئی یا فرابنفش برانگیخته می‌شوند که به این پدیده تشدید پلاسمون سطحی گفته می‌شود. پلاسمون‌های سطحی، پلاسمون‌های محدود شده به سطح هستند و به شدت با نور ناشی از پلاریتون‌ها واکنش نشان می‌دهند. آن‌ها در فصل مشترک بین خلاء و مواد با ثابت دی الکتریک موهومی کوچک مثبت و حقیقی بزرگ منفی (معمولاً فلز و دیالکتریک آلاییده) رخ می‌دهد. برای بررسی پلاسمون سطحی، ابتدا باید رفتار فلزات در مقابل میدان الکترومغناطیسی نور مورد مطالعه قرار گیرد. پاسخ اپتیکی فلزات توسط تابع دی الکتریک آن‌ها شناخته می‌شود.
پلاسمون نقش مهمی در خواص نوری فلزات دارد که با توجه به کاربرد مورد نظر، فرکانس نوری را که می‌خواهیم بتابانیم با فرکانس پلاسما هماهنگ می‌کنیم تا تشدید رخ دهد. در بیشتر فلزات، فرکانس پلاسما به ناحیه فرابنفش کشیده می‌شود بنابراین این فلزات بازتاب کننده نور در ناحیه مرئی می‌باشند و به همین دلیل درخشنده و براق هستند.
در ابعاد نانو، نانو ساختارهای فلزی خواص متفاوتی نسبت به حالت توده ایشان دارند، نانوذره‌ها دارای تعداد زیادی اتمهای سطحی در مقایسه با اتم‌هایی که درون حجم آن‌ها قرار دارند می‌باشد. این خود باعث افزایش اهمیت اثرات سطحی در مقایسه با اثرات حجمی است. در واقع نانو ذرات در پاسخ به میدان‌ها و نیروهای خارجی اثراتی را نشان می‌دهند که وابسته به اندازه و شکل ذره و به همان نسبت به ثابت دی الکتریک محیط و فلز می‌باشد که بر همین اساس می‌توانیم در نمودار طیف نوری، سایز نانو ذرات را تخمین بزنیم. وابستگی طیف نوری نانوذره‌های بزرگ به اندازه آنها، یک اثر خارجی است که تنها توسط ابعاد ذره نسبت به پرتو الکترومغناطیسی کنترل می‌شود.
برای نانو ذره‌های کوچک اثرات ذاتی (تغییرات نسبت حجم به سطح ماده) اندازه نیز نقش پیدا می‌کند. تغییرات اندک در دی‌الکتریکِ اطراف نانو حجم، بر روی تشدید پلاسمون‌های سطحی اثر می‌گذارد، به طوری که این تغییرات خود را در میزان پرتو پراکنده شده، پرتو جذب شده یا تغییر طول موج آن نشان می‌دهد.
نانوآنتن‌ها می‌توانند برای تولید امواج الکترونیکی سطحی موسوم به «پلاسمون سطحی» به‌کار گرفته شوند. برای این کار باید امواج الکترومغناطیس را در سطح تماس نانوساختارهای فلزی (معمولاً طلا) و یک دی الکتریک (معمولاً هوا) محدود کرد.
زمانی که فرکانس نوسان پلاسمون ایجاد شده با امواج الکترومغناطیسی برخوردی همسان باشد آنگاه پدیده «تشدید پلاسمون سطحی محلی» (LSPR) اتفاق می‌افتد. با این کار، میدان الکترومغناطیس در فضایی بسیار کوچک در حدود ۱۰۰ نانومتر مکعب متمرکز می‌شود. هر جسمی که وارد این منطقه، موسوم به نانوفوکوس، شود روی LSPR تأثیر می‌گذارد.
پژوهشگران از این روش استفاده کردند تا بتوانند اتم‌ها یا ذرات منفرد را شناسایی کنند. آن‌ها یک چیدمان جدید ارائه کردند که در آن یک نانوذره پالادیوم را در منطقه فوکوس ایجاد شده توسط نانوآنتن، قرار دادند. برهمکنش میان طلا و نانوذره پالادیوم می‌تواند منجر به تولید LSPR شود به‌طوری‌که هر ذره‌ای که به نزدیکی این منطقه آورده شود عملکرد دی‌الکتریک ذره پالادیوم را تغییر می‌دهد. پرتو پراش یافته بوسیله این سیستم میکروسکوپ میدان تاریک ضبط شده و می‌توان با آن تغییر LSPR را رصد کرد.

## کاربرد
پدیدهٔ تشدید پلاسمون سطحی، برانگیختگی مد ارتعاش جمعی الکترونهای آزاد فصل مشترک فلز و دی الکتریک می‌باشد. این برانگیختگی ناشی از برهمکنش امواج الکترومغناطیس در ناحیه مرئی با الکترونهای آزاد نانو ذرات طلا و نقره می‌باشد. امروزه کاربرد این پدیده در شناسایی و آشکارسازی مواد، گازهای شیمیایی و مولکول‌های بیولوژیکی موضوع مهم تحقیقات بین رشته‌ای علوم پایه، فنی مهندسی و علوم پزشکی است. در این روش پاسخ الکترون‌های آزاد نانو ذرات به میدان الکترومغناطیس در حضور بیومولکول‌ها به صورت تغییرات در طول موج و شدت جذب قابل مشاهده است. این تغییرات در حضور بیومولکول‌ها قابل کالیبراسیون به غلظت بیومولکول مورد آزمایش می‌باشد. مهمترین کاربردهای فناوری تشدید پلاسمون سطحی به شرح ذیل می‌باشد:
- تشخیص بیومارکرها در تشخیص سرطان
- تشخیص واکنشهای بیومولکولی در داروسازی
- تشخیص‌های توالی، نقص وجهش‌های ژنتیکی
- تشخیص ویروس، باکتری و سموم بیولوژی
- تعیین گلوکز در تشخیص بیماریهای دیابت
- تشخیص گازهای بازدمی در بیماریهای ریوی
- تشخیص آلاینده‌های هوا، مونواکسید کربن وترکیبات گوگرددار
- تشخیص آلاینده‌های آب وخاک، یونهای جیوه
- تشخیص مواد مخدر و دوپینگ
- بررسی فرایندهای پلاسمونی در سلولهای خورشیدی
- بررسی فرایندهای کاتالیستی

### کاربرد در اندازه‌گیری اپتیکی از فعالیتسلول‌های عصبی
بدست آوردن سیگنال‌های عصبی، روش مهمی برای تفسیر رفتار نورون‌ها در عضوهای مصنوعی بدن می‌باشد. عمدتاً میکرو الکترودها برای بدست آوردن سیگنال‌های عصبی خارجی به کار می‌روند. این سیگنال‌ها هنگامیکه تحریک مصنوعی الکتریکی به کار می‌رود بدست می‌آیند.
همچنین فلوئورسانس حساس به ولتاژ روشی اپتیکی برای بدست آوردن سیگنال‌های عصبی مورد استفاده قرار می‌گیرد. بر خلاف شناسایی الکتریکی، اگرچه رنگ‌های فلوئورسانسی گران‌قیمت، سمی و نشاندار کردن طولانی مدت هستند اما ثبت اپتیکی نیاز به تحریک مصنوعی ندارد.
مشخصات درونی اپتیکی در اعصاب غیر پستانداران، توسط روشی با تحریک غیر مصنوعی و بدون نشاندار کردن اپتیکی انجام می‌شود.
دستگاه عصبی انسان:
دستگاه عصبی انسان از دو نوع سلول تشکیل شده‌است:
- الف: نورون ب: ژیلا

اجزا اصلی نورون‌ها شامل دندریت، سوماً، اکسون و پایانه‌های پیش سیناپسی است.
پالس عصبی:
پالس عصبی یک پیام الکتریکی است که از اکسون یک نورون منتقل می‌شود. سرعت یک پالس عصبی ۱متر بر ثانیه تا ۱۰ متر بر ثانیه می‌باشد.
نورون‌ها پیام عصبی را به صورت الکتریکی شیمیایی می‌فرستند. این به این معناست که مواد شیمیایی که به صورت یونی هستند، باعث تولید سیگنال‌های عصبی هستند. یون‌های مهم در سیستم عصبی سدیم و پتاسیم (هر دو یک بار مثبت)، کلسیم (دو بار مثبت) و کلراید (یک بار منفی) هستند. همچنین یک سری مولکول‌های پروتئینی با بار منفی نیز وجود دارند. غشا دور سلول عصبی از گرادیان الکتریکی (اختلاف بار الکتریکی درون و بیرون سلول) محافظت می‌کنند. به این معنی که این غشا تنها اجازه عبور برخی یون‌ها را می‌دهد.
هنگامیکه نورون سیگنالی نمی‌فرستد یعنی در حالت استراحت است. حالت یک سلول عصبی قبل از ارسال پالس، پتانسیل استراحت نورون تعریف می‌شود. در این حالت داخل نورون نسبت به بیرون آن منفی تر است. اگرچه چگالی یون‌های مختلف در پی این هستند که بار الکتریکی دو طرف غشا را برابر کنند اما نمی‌توانند زیرا که غشا تنها اجازه عبور برخی یون‌ها را می‌دهد.
در حالت استراحت، پتانسیل ۷۰- میلی ولت است. در این حالت بیشتر یون سدیم خارج غشا هستند و بیشتر یون پتاسیم داخل آن.
پتانسیل فعال هنگامی اتفاق می‌افتد که نورون در حال ارسال اطلاعات باشد. این پتانسیل قطبیدگی را به هم می‌ریزد؛ یعنی محرکی باعث می‌شود پتانسیل استراحت تبدیل به صفر میلی ولت شود.
پتانسیل فعال به علت تغییر یون‌ها در دو طرف غشا به وجود می‌آید. یک تحریک ابتدا باعث می‌شود کانال‌های سدیم باز شوند. به علت اینکه تعداد سدیم خارج غشا بیشتر است یون‌های سدیم به درون حمله‌ور می‌شوند بنابراین بار نورون مثبت تر می‌شود. مدت زمانی که طول می‌کشد تا کانال پتاسیم باز شود بیشتر طول می‌کشد اما هنگامیکه باز شوند یون‌های پتاسیم به بیرون حمله‌ور می‌شوند. در این هنگام کانال سدیم بسته می‌شود. ولی کانال پتاسیم همچنان باز است. در نتیجه دوباره پتانسیل به -۷۰ میلی ولت می‌رسد.
هنگامیکه پتانسیل فعال درون اکسون منتشر می‌شود، تغییر جهت دو قطبی‌ها در سراسر غشا، ضریب شکست غشا را تغییر می‌دهد. همچنین انتشار پتانسیل فعال، باعث به وجود آمدن اختلاف در نفوذپذیری غشا می‌شود که منچر به ورم کردن سلول می‌شود. این تغییر در ضریب شکست و میکروآناتومی سلول عصبی منجر به تغییر در پراکندگی نوری می‌شود.

### تشدید الکترون‌های آزاد سطحی
هنگامی که الکترون‌های لایه ظرفیت که با یکدیگر نوسان می‌کنند با نوری که برای برانگیخته کردن آن‌ها استفاده می‌شود هم فرکانس شوند در نتیجه تشدید رخ می‌دهد. تشدید الکترون‌های آزاد سطحی پایهٔ بسیاری از ابزارهای استاندارد اندازه‌گیری جذب سطحی مواد روی سطح فلزات تخت است.
سنسور تشدید الکترون‌های آزاد سطحی، از امواج الکترومغناطیسی که در خط اتصال رسانا عایق منتقل می‌شود استفاده می‌کند این سنسور روی سطح بسیار نازک رسانایش اندازه‌گیری‌های کوچک حجم را انجام می‌دهد. این ویژگی سنسور تشدید الکترون‌های آزاد سطحی برای شناسایی رفتار سیول‌های عصبی بسیار مناسب است؛ زیرا که پتانسیل‌های فعال با تغییر بسیار کوچک در حجم سلول و تغییر موضعی ضریب شکست همراه هستند. در مطالعات امروزه حسگر تشدید الکترون‌های آزاد سطحی به عنوان ابزاری مصنوعی و بدون نشاندار کردن برای ثبت فعالیت‌های سلول عصبی غیر پسدانداران به کار می‌رود.
این روش برای بدست آوردن تغییرات اپتیکی در خط مرز طلا عصب و مقایسه دریافت‌های اپتیکی و دریافت‌های الکتریکی که به‌طور هم‌زمان انجام می‌شوند به کار می‌رود. این روش بدون میانگین‌گیری سیگنال به اندازهٔ کافی حساس است.

#### روش کار
الف: ابتدا سر یک فیبر نوری را به شکل مخروطی درست می‌کنندشکل مخروطی فیبر باعث افزایش اندازهٔ موج ناپایدار به وجود آمده می‌شود. همچمین عمق نفوذ نیز افزایش می‌یابد.
برای مخروطی کردن فیبر از اسید اچ اف و روغن سیلیکون استفاده می‌شود. در این روش نوک فیبر حدود ۲/۱ میکرومتر می‌شود. بعد از چهل دقیقه فیبر آماده می‌شود. در این روش اگر فیبر خیلی تیز شود می‌تواند غشا را پاره کند.
ب: سیستم بر پایه تشدید الکترون‌های آزاد سطحی را آماده می‌کنند.
این سیستم برای ثبت هم‌زمان سیگنال‌های اپتیکی و الکتریکی در پاسخ به تحریک الکتریکی ساخته شده‌است. الکترودی دقیقاً روی انتهای عصب و دیگری روی سر دیگر آن قرار داده می‌شود. اشعهٔ لیزر بین دو الکترود برخورد می‌کند. پاسخ‌های الکتریکی با استفاده از تقویت‌کنندهٔ دیفرانسیلی ای سی ۱۰۰۰ بار تقویت می‌شود. بدین صورت سیگنال‌های الکتریکی و اپتیکی به‌طور هم‌زمان ثبت می‌شوند.
ج: روی فیبر را با شیشه‌ای برای حفاظت از آن می‌پوشانند و با اتانول و استون تمیز می‌کنند. همچنین نور یووی را به مدت ده دقیقه به آن می‌تابانند.
د: میزان حساسیت فیبر را توسط تغییر غلظت محلول آب و اتانول می‌سنجند. به این صورت که با تغییر غلظت این محلول، تغییر ولتاژ دستگاه را اندازه‌گیری می‌کنند و ولتاژ آستانه را بدست می‌آورند.
در یک آزمایش ثبت عصبی، عصب سیاتیک یک موش از زانو به نخاع تشریح شدوزن موش حدود ۲۰۰ گرم بود. در این آزمایش تمام بافت‌ها و رگ‌های خونی از بدن موش بیرون آورده شد تا مطمئن شوند رگ سیاتیک به سطح طلا برخورد دارد. رگ‌های عصبی قطع شده به مدت پنج دقیقه در مایع مغزی نخاعی مصنوعی در ۳۷ درجه سانتی گراد قرار داده می‌شود و سپس به اتاقک اندازه‌گیری منتقل می‌شود. در طول هر آزمایش زنده بودن عصب دائماً مونیتوره می‌شود.
تصویر زیر ثبت هم‌زمان الکتریکی (طوسی) و اپتیکی (سیاه) پاسخ‌ها را که توسط پالس‌های دو هازی برانگیخته می‌شود را نشان می‌دهد.
محور عمودی برای سیگنال الکتریکی، میلی ولت و برای سیگنال اپتیکی واحد ضریب شکست (آر آی یو) است. پاسخ‌های الکتریکی محرک‌های مصنوعی بزرگتر و پتانسیل فعال کوچکتر دارند.
در شکل بالا الف، پاسخ‌های الکتریکی و اپتیکی که در مقیاس زمانی کندتر نشان داده شده‌است رابطهٔ قوی بین آن‌ها را نشان می‌دهد. در قسمت ب مقیاس زمانی تند تر شده و همان‌طور که مشاهده می‌شود با افزایش شدت تحریک، اندازهٔ پاسخ الکتریکی و اپتیکی نیز افزایش می‌یابد.
به قسمتی از عصب سیاتیک مادهٔ لیدوکایین (۲٪) به عنوان مسدودکنندهٔ عصب اضافه کردند. لیدوکایین به عنوان یک مسدودکنندهٔ مؤثر عصبی در موش شناخته می‌شود. پاسخ‌های الکتریکی و اپتیکی که از نمونه گرفته شد در شکل زیر نشان داده شده‌است.
وابستگی پاسخ اپتیکی و دامنهٔ تحریک و لیدوکایین اگرچه که بین پاسخ اپتیکی و الکتریکی تفاوت‌هایی مشاهده می‌شود اما اثبات می‌کند که پاسخ اپتیکی از فعالیت عصبی نشات می‌گیرد. پتانسیل آستانه برای تحریک نوری کمی بزرگتر از تحریک الکتریکی است. این امر نشان می‌دهد که شاید برای ثبت ابتیکی فیبرهای بیشتری مورد نیاز است. همچنین یک تأخیر زمانی بین شروع پاسخ الکتریکی و اپتیکی وجود دارد که بین صفر تا ۵ میلی ثانیه بسته به نحوهٔ آماده‌سازی عصب (طول قطعهٔ جدا شده، مکان قرارگیری عصب در اتاقک ثبت، مکان الکترودها و اشعهٔ لیزر) متفاوت است. مطالعات بیشتری برای درک این تفاوت‌ها مورد نیاز است.
سیگنال‌های اپتیکی ممکن است به تنهایی پتانسیل غشا را ارائه نکنند اما ممکن است با نوسان‌های ضریب شکست که به علت تورم سلولی و تغییر حجم به وجود می‌آید تغییر کند.